# Klondike-Goldrausch

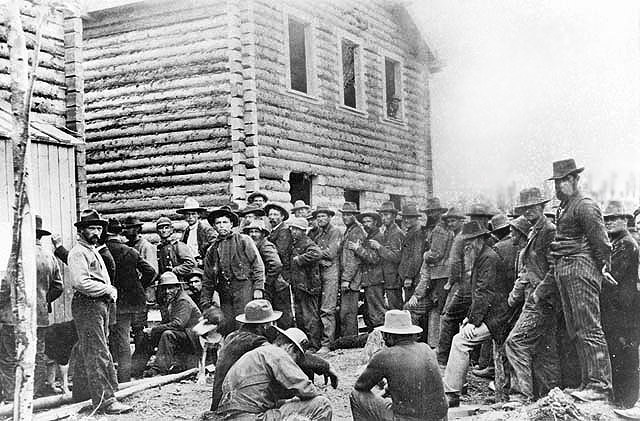
Goldsucher warten auf die Registrierung ihrer Claims (1898)

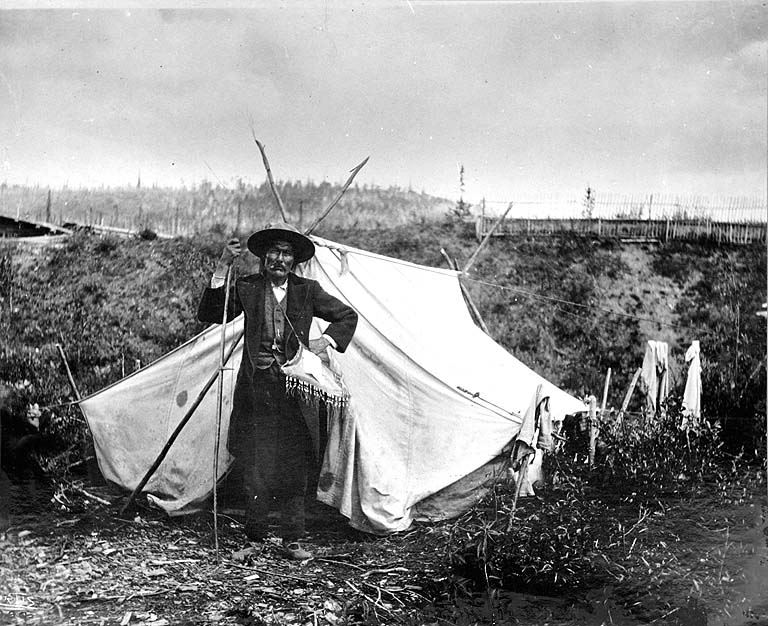
Häuptling (Chief) Isaac, fotografiert 1898. Er führte die Tr'ondek Hwech’in bis 1932. Während des Goldrauschs wehrte er sich gegen die Zerstörung der für die traditionelle Lebensweise unverzichtbaren Ressourcen, vor allem gegen das Abschlachten der Karibuherden und die Abholzung der Wälder.

Der Klondike-Goldrausch gilt als einer der folgenreichsten unter den zahlreichen als Goldrausch bezeichneten Prozessen. Er brachte ab 1896 mehr als hunderttausend als Stampeders bezeichnete Goldsucher an den Klondike River bei Dawson, führte zur Errichtung des Yukon-Territoriums und zur Festlegung der Grenze zwischen Alaska und Kanada. In den USA fiel er in die Zeit einer Wirtschaftskrise, weshalb zahlreiche Menschen ihr Glück nun am Klondike suchten. Zudem führte ihr Erfolg riesige Goldmengen auf den Weltmarkt, beförderte regional starke Inflationstendenzen, und sein Ende führte zu einer erheblichen Liquiditätskrise. Insgesamt wurden im Klondike-Gebiet bis heute rund 570 Tonnen Gold gewonnen, das entspricht einem Volumen von knapp 30 m³.
Die Lebensweise der indianischen Bewohner, die in Kanada seit den 1980er Jahren als First Nations bezeichnet werden, veränderte sich in der klimatisch von extremer Kälte und sehr stark schwankender Tageslänge geprägten Region durch den Goldrausch grundlegend. Zum einen wurde ihre Lebensgrundlage, die Karibuherden, drastisch dezimiert, zum anderen siedelten sich einige Stämme erstmals fest an, um am schnell expandierenden Handel zu partizipieren. Zudem veränderte die eingeführte Geldwirtschaft das Arbeitswesen. Zahlreiche Indianer fielen eingeschleppten, vormals nicht verbreiteten Krankheiten zum Opfer. Dennoch gelang es gerade den Tr'ondek Hwech’in, die um Dawson – der Hochburg des Goldrauschs – herum lebten, den negativen Folgen partiell auszuweichen und ihre Kultur zu bewahren.

## Wirtschaftshistorische Einordnung
Der Klondike-Goldrausch bildet nur ein Glied in der Kette derartiger Großereignisse, die mit dem ersten Goldrausch von Minas Gerais in Brasilien in den Jahren 1693 bis 1695 einsetzten. Im zweiten Jahrzehnt des 19. Jahrhunderts hatte die jährliche Goldförderung mit weltweit nur noch rund 10 Tonnen einen Tiefpunkt erreicht. Dies änderte sich ab Ende der 1840er Jahre, als Gold in Kalifornien und Australien, ab den 1850er Jahren auch in Kanada gefunden wurde. In den Jahren 1881 bis 1890 stieg die Jahresförderung auf fast 160 Tonnen. Sie verdoppelte sich im folgenden Jahrzehnt, wobei die Silberförderung zunächst stagnierte. Dementsprechend fiel der Gold- gegenüber dem Silberpreis. Doch bald wurde die Silberförderung so stark erhöht – beispielsweise durch Silberfunde in Nevada –, dass der Silberpreis massiv fiel und die meisten Industrieländer zur Goldwährung wechselten. 1873 bis 1876 führte das Deutsche Reich als erste Nation die Goldwährung ein, weitere nordeuropäische Staaten folgten. Bis in die frühen 1890er Jahre schlossen sich die meisten Industrieländer an, während die eher agrarisch ausgerichteten Länder bei einem System der Doppelwährung blieben, also von Gold- und Silbermünzen.
In dieser Zeit setzte sich auch der Goldstandard durch, der dafür sorgte, dass Geldnoten nur in einem festgesetzten Verhältnis zu den Goldreserven des Landes ausgegeben werden durften. Gemäß der Theorie dieser Zeit sorgte dies für eine Stabilisierung der Währungsverhältnisse durch den Goldautomatismus. Dazu mussten sich die jeweiligen Zentralbanken aber an strikte Regeln halten. Wurde eine Währung schwächer, führte dies der Theorie nach zu einem entsprechenden Goldabfluss in Richtung der stärkeren Währung, womit die Banknotenausgabe entsprechend den verminderten Goldreserven reduziert werden musste. Dies erhöhte wiederum die Zinsen und senkte die Preise. Im Land, dem Gold zuströmte, sorgte dies im Gegensatz dazu für einen höheren Papiergeldumlauf, der die Zinsen senkte und die Preise steigen ließ. War ein bestimmter Punkt erreicht, kehrte sich der Goldfluss wieder um. Die Zahlungsbilanz wurde ausgeglichen, die Währungen stabilisierten sich. Doch hielten sich die Zentralbanken nur allzu häufig nicht an die dazu notwendigen Vorgaben. Dennoch war das System erfolgreich, da man auf die garantierte, jederzeitige Umtauschbarkeit von Geld und Gold vertraute.
Der Goldbedarf war dementsprechend hoch. Zudem senkte preisgünstiger Frachtraum die Preise vieler Waren und erhöhte somit deren Umsätze und Verbrauch. Folgerichtig durfte in jenen Jahrzehnten kein Engpass bei der Versorgung mit Gold eintreten. In Kanada setzte dies umfangreiche Suchunternehmungen in Gang, von denen einige binnen weniger Jahre auch fündig wurden. Sie lösten eine Kette von Goldräuschen aus, die immer mehr Menschen in Bewegung setzten; viele von ihnen eilten von einem Goldfeld zum nächsten. Neben Südafrika konzentrierten sich die Exploratoren zunehmend auf Kanada als Lieferanten für das erforderliche Gold.
In den Vereinigten Staaten war der Widerstand gegen den Goldstandard stark, da bei zu geringen verfügbaren Goldvorräten die umlaufende Geldmenge und damit die Wirtschaft eingeengt würde. Schon am 9. Juli 1896 sprach sich William Jennings Bryan vor einer Versammlung der Demokraten in Chicago vehement gegen die „Dornenkrone“ aus, die auf die „Brauen der Arbeit“ gepresst werden sollte. „Die Menschheit solle nicht gekreuzigt werden an einem goldenen Kreuz“. Bryan war 1896 und 1900 Präsidentschaftskandidat, verlor jedoch beide Wahlen. 1900 wurde schließlich der Goldstandard auch in den USA eingeführt, was ohne die Goldfunde am Klondike wohl kaum möglich gewesen wäre.

## Politische Rahmenbedingungen
Seit dem Unabhängigkeitskrieg waren die Vereinigten Staaten mit der Kolonialmacht Großbritannien, die den Nordteil Nordamerikas beherrschte, in mehrere kriegerische und diplomatische Konflikte verwickelt. In deren Folge musste die Hudson’s Bay Company, die den größten Teil Kanadas und den Nordwesten der heutigen USA mit Hilfe eines britischen Pelzhandelsmonopols kontrollierte, 1846 ihre Handelsposten südlich des 49. Breitengrades aufgeben. Seitdem setzte die Gruppe unter Gouverneur James Douglas alles daran, die Übernahme British Columbias durch die USA zu verhindern. 1867 erwarben die USA jedoch Alaska von Russland, und viele sagten voraus, dass ganz Kanada an die USA fallen würde. Diese Erwartung wurde im Westen Kanadas verstärkt, als Tausende von Goldsuchern nordwärts strömten, um ab 1858 am Fraser River und ab 1861 im Cariboo-Gebiet ihr Glück zu machen. Nicht nur die Indianer gerieten in die Minderheit, sondern auch die Briten. Diese versuchten nun, ein Gegengewicht zu schaffen, indem sie die Einwanderung aus Europa förderten. Als Kanada auf Initiative Londons 1867 gegründet wurde, um die Expansion der USA nach Norden zu bremsen, dauerte es bis 1871, ehe sich British Columbia gegen erhebliche Konzessionen bereit erklärte, der Konföderation beizutreten. Die Regierung der Provinz British Columbia versuchte, durch Polizeipräsenz und eine strenge Regulierung der langen Anmarschwege die Massenbewegungen unter Kontrolle zu halten und die Golderträge zugleich mit Abgaben zu belegen.
Ein Teil der Goldgräber kam allerdings über Alaska, das den überwiegenden Teil des Küstensaums beherrschte, und das sich unmittelbar westlich des Klondike-Gebiets erstreckte. Dort entstand 1867 das Department of Alaska, doch erst ab 1884 begann die eigentliche Verwaltung durch die USA. Es entstand der District of Alaska. Seine Häfen boten einen leichteren Zugang zum Klondike als die in Kanada. Zwar war die Grenze zwischen dem Hauptteil Alaskas und Kanada schon 1825 von Russen und Briten am 141. Längengrad festgelegt worden, doch war der Grenzverlauf des so genannten Alaska Panhandle, der östlich dieses Längengrads lag und der sich weit in den Süden erstreckte, nicht eindeutig festgelegt. Der daraus resultierende schwelende Konflikt konnte erst 1903 beigelegt werden, so dass beide Länder die Vorgänge am grenzüberschreitenden Yukon, und besonders die am Klondike, genau beobachteten. Eine Kontrolle der langen Grenze war praktisch nicht möglich, und den Goldsuchern im Yukongebiet war es weder klar noch von nennenswerter Bedeutung, ob sie sich gerade auf dem Territorium der USA oder dem Kanadas aufhielten.

## Vorgeschichte der Region Klondike

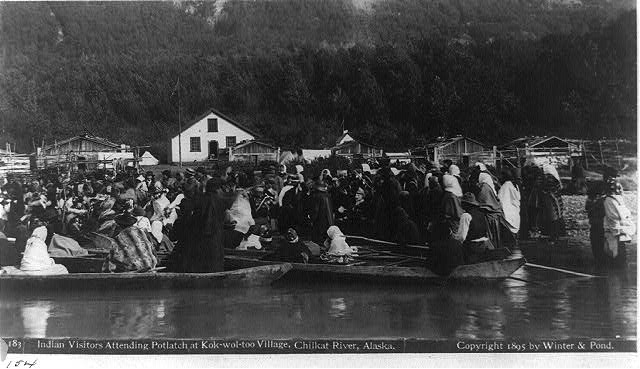
Indianische Besucher bei einem Potlatch in Kok-wol-too am Chilkat River, etwa 1895

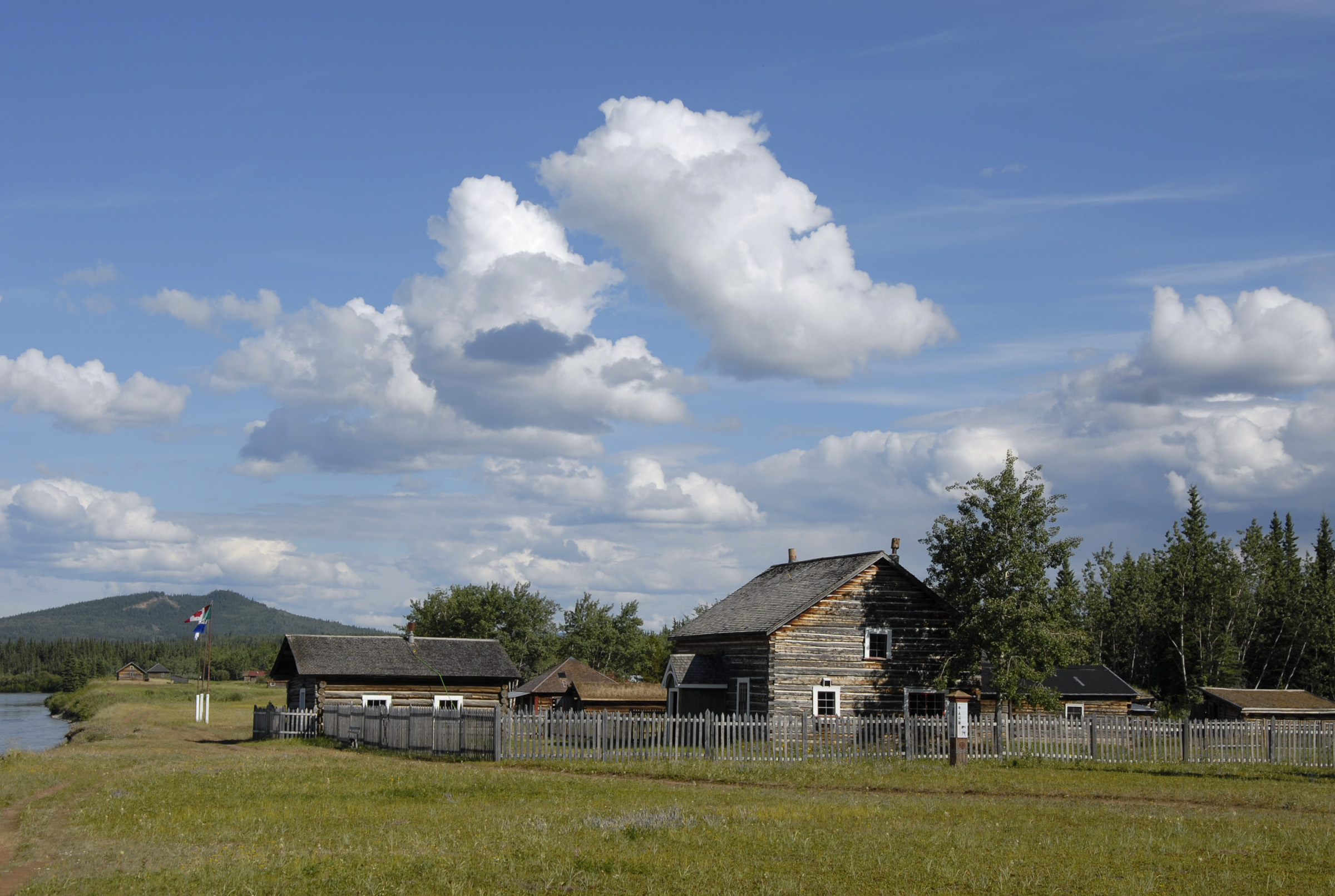
Fort Selkirk, 2006

### Die Rolle der Indianer
Am Zentrum des Goldrauschs, am Zusammenfluss von Klondike und Yukon, befand sich bis 1896 ein im Sommer bewohnter Fischplatz der Hän namens Tr’ochëk, ein Dorf, das heute der Tr’ondek Hwech’in First Nation gehört, dem dort ansässigen Indianerstamm. Ihr Führer während des Goldrauschs war Chief Isaac. Das Lager befand sich am Südostrand des traditionellen Gebiets der Tr’ondek Hwech’in, unmittelbar nördlich von Dawson, auf der anderen Seite des Klondike. Isaac gelang es durch Verhandlungen mit der Anglikanischen Kirche und der Polizei, ein neues Lager zu bekommen, das wenige Kilometer flussabwärts lag und Moosehide hieß. Auch hier lebten, ähnlich wie im verlassenen Dorf, seit rund 8.000 Jahren Indianer. Aus dem alten Dorf entstand der Rotlichtbezirk Lousetown, bald Klondike City genannt.
Schon bevor die Hudson’s Bay Company 1874 Fort Reliance im Gebiet des Stamms errichtet hatte, bestand ein reger Handel, etwa mit Tabak und Tee. Auch mit geringen Goldmengen wurde gehandelt und das Edelmetall zog bereits vereinzelte Goldsucher in die Region.
Die einzigen Indianer, die bis zum Chilkoot Pass handeln durften, einem der beiden Übergänge zum Binnenland, waren die an der Küste ansässigen Tlingit. Die zu dieser Gruppe gehörenden Chilkoot und die Chilkat vom Westarm des Lynn Canal bewachten den Pass und kontrollierten so den Zugang zum Hinterland. Damit besaßen sie ein Monopol für den Handel zwischen Alaska und dem Yukon. Auch die ersten weißen Händler, die nach Pelzen suchten, sowie die Pelzhändler der Tutchone und Tagish im Binnenland, die auf die Waren der Weißen hofften, mussten sich ihren Bedingungen fügen, profitierten aber auch selbst, wenn auch in geringerem Maß, vom Zwischenhandelsmonopol. Selbst die weiter nördlich lebenden Trond'ek Hwech'in und Kutchin kamen an den Chilkoot und Chilkat nicht vorbei. Dabei muss man sich diese Handelstätigkeit in großem Maßstab vorstellen, denn manche dieser Händlergruppen umfassten 100 Männer. Im Norden wiederum kämpften diese Gruppen um eigene Handelsmonopole mit der Hudson Bay Company, aber auch mit russischen und amerikanischen Pelzhändlern.
Die Tutchone lieferten dabei Elch- und Karibufelle sowie Schaffelle, aber auch Hörnchen- und Biberfelle, Luchs-, Bisam- und Otterfelle sowie Schneehasenfelle. Außerdem brachten sie das seltene Kupfer, Sehnen und gelbe Blattflechten, mit denen die Chilkat ihre Decken färbten.
Die Chilkat lieferten im Gegenzug essbaren Tang, Körbe aus Holzfasern, Muscheln, die zu Schmuck verarbeitet waren, Sklaven, europäische Handelsgüter und das begehrte Fett des Kerzenfischs (eulachon). Dieses Handelsgut war so wichtig und wurde in solchen Mengen über die Berge getragen, dass die Wege als „Fettpfade“ (grease trails) bezeichnet wurden. Zu den europäischen Waren gehörten Decken, Kattun, Kessel, Äxte und Messer, Fallen, Gewehre und sonstige Metallwaren, aber auch Kaffee, Tee, Mehl und Tabak. Sie wurden häufig von den südlichen Tutchone weitergetauscht, so dass sie weit in den Osten gelangten.
Die Wasserwege am Chilkoot Trail waren von größter Bedeutung, denn sie ließen sich mit Einbäumen und Kanus aus Elchhaut befahren. Auch erwarben die Chilkoot Boote aus Walrosshaut von den Tlingit von Yakutat. Für die Goldsucher mit ihrer schweren Ausrüstung waren diese Boote jedoch zu leicht gebaut.
Die Chilkoot verteidigten ihr Monopol notfalls auch mit Waffengewalt. Als 1848 der Händler der Hudson Bay Company Robert Campbell einen Handelsposten bei Fort Selkirk errichtete, nahe am Zusammenfluss von Yukon und Pelly, bedrohte er ihr Monopol. Daher zerstörten sie 1852 den Posten.
1878 kam jedoch George Holt unbemerkt über den Chilkoot-Pass, und er brachte eine sehr geringe Menge Gold mit. Dies genügte, um einige Goldsucher in die Region zu locken. Zugleich trafen anglikanische Missionare in der Gegend ein, die in großer Eile Taufen durchführten, um ihren katholischen Konkurrenten zuvorzukommen. Superintendent Charles Constantine, der die erste Polizeitruppe der Mounted Police führte, beschwerte sich über Bischof William Bompas, weil dieser sich in seinen Augen zu sehr um die Indianer kümmerte. Zudem beschwerte er sich über einige Indianer, die auf Kosten der Goldgräber durch Prostituierung ihrer „Squaws“ lebten. Ob sie wirklich ihre Frauen offerierten, bleibt ungeklärt.
Gleichzeitig machte sich eine Doppelmoral breit, denn dieselben Männer, die sich mit Indianerinnen einließen, verachteten jene Männer, die zu den Indianern zogen, weil sie die Beziehung ernst nahmen. Man nannte sie „Squaw-Männer“. Es sollte mit George Carmack gerade ein solcher Mann sein, der den größten Goldrausch Kanadas auslöste.
Ab 1880 drängten zunehmend Sucher in den Yukon, und die Chilkoot verdienten sehr gut als Träger, zumal manche von ihnen schnell Englisch lernten. Anfangs nahmen sie 12 Cent pro Pfund der Goldsucherausrüstung, die sie über 40 km über den Pass bis zum Lindeman Lake schleppten. Am Ende des ersten Rauschjahres verlangten sie bereits 38 Cent, doch forderten sie erheblich mehr für sperrige Güter wie Öfen, Klaviere oder Holz. Manchmal ließen sie sich auch von Goldsuchern durch höhere Angebote abwerben. Da sie als Christen nicht sonntags arbeiteten, mussten die Goldsucher an diesem Wochentag selbst tragen. Die bärtigen Männer (sie trugen zumindest einen Schnäuzer) trugen bis zu 200 Pfund, Frauen und Halbwüchsige bis zu 75 Pfund. Es fiel den Weißen auf, dass sie häufig schmutzig zu sein schienen und nach Fisch rochen, denn sie nutzten eine Mischung aus Robbenöl und Ruß, um sich gegen die brennende Sonne und gegen stechende Insekten zu schützen. Dabei wirkte die schwarze Farbe beinahe wie eine Maske, und so ließ der alaskanische Gouverneur Swineford diese Praxis kurzerhand verbieten.
Schwierigkeiten bereitete die Tatsache, dass die Indianer Gold- und Silbermünzen horteten, so dass zu wenig Geld in Umlauf war. Sie verdienten zwischen 4 und 8 Dollar pro Tag, weiße Arbeiter zwischen 6 und 10. Dabei verdienten auch die Frauen gut, denn sie verkauften Hüte, Handschuhe und so genannte Mukluks, eine besonders warme Art von Stiefeln. Doch je mehr Männer ohne Claims sich im Yukon sammelten, desto niedriger wurden die Löhne. Die Indianer, die noch vor 1896 im Yukon über 80 % der Bevölkerung dargestellt hatten, stellten 1901 nur noch etwas mehr als 10 %. Ihre Kinder wurden nicht in weißen Schulen aufgenommen, noch nicht einmal in Krankenhäusern.
Als es 1886 zu einem ersten größeren Goldfund am Fortymile River gekommen war, zogen mehrere hundert Männer dorthin. Die Indianer versorgten den neuen Ort Forty Mile mit Fisch und Fleisch sowie mit den im Winter lebensnotwendigen Pelzen. Sie erhielten dafür in ihren Augen kunstvolle Glasperlen, Metallgeräte und Alkohol. Doch vertrieb der unruhige Ort auch das Wild, und die Indianer gerieten zunehmend in Abhängigkeit. Zudem verbrauchten die Weißen schnell das wenige und nur extrem langsam nachwachsende Holz der Region als Feuerholz. Darüber hinaus wurden die Indianer von Krankheiten befallen, gegen die sie keine Resistenz aufwiesen. Häuptling Isaac fürchtete die Verrohung der Sitten. Es gelang ihm, während der Jahre des Goldrauschs einen fragilen Frieden aufrechtzuerhalten. Er führte den Stamm bis 1932 und wurde ein Ehrenmitglied des Yukon Order of Pioneers.
Im Frühjahr 1897 siedelten die Indianer fünf Kilometer stromabwärts. Seit Mai 1997 steht der alte Ort unter Denkmalschutz und es begann eine archäologische Erforschung, die sowohl für die indianische Kultur als auch für die Geschichte des Goldrauschs eine erhebliche Bedeutung aufweist.
Die Auswirkungen des Goldrausches auf die traditionelle Landnutzung, das Siedlungsmuster sowie die Wirtschaft besonders der Tr’ondek Hwech’in First Nation und die Erinnerung an das damit verbundene Leid, die Enteignung und Marginalisierung der indigenen Bevölkerung wird von der UNESCO als schützenswert betrachtet. Im Jahr 2023 erklärte die UNESCO während der 45. Session des Welterbekomitee acht mit der Geschichte der Tr’ondek Hwech’in und dem Goldrausch verbundene Gebiete (Fort Reliance, Ch’ëdähdëk (Forty Mile), Ch’ëdähdëk Tth’än K’et (Dënezhu Friedhof), Fort Cudahy und Fort Constantine, Tr’ochëk, Dawson City, Jëjik Dhä Dënezhu Kek’it (Moosehide), Tthe Zrąy Kek’ìt (Black City)) mit einer Fläche von insgesamt etwas mehr als 335 ha unter dem Titel Tr’ondëk-Klondike zum Weltkulturerbe.

### Die Goldsucher vor dem Goldrausch

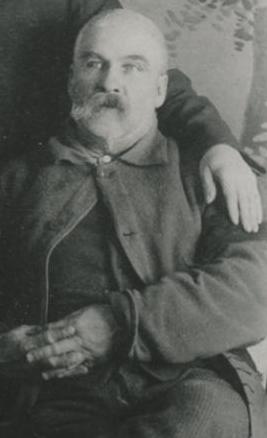
Alfred Mayo, einer der Partner Jack McQuestens, undatiert

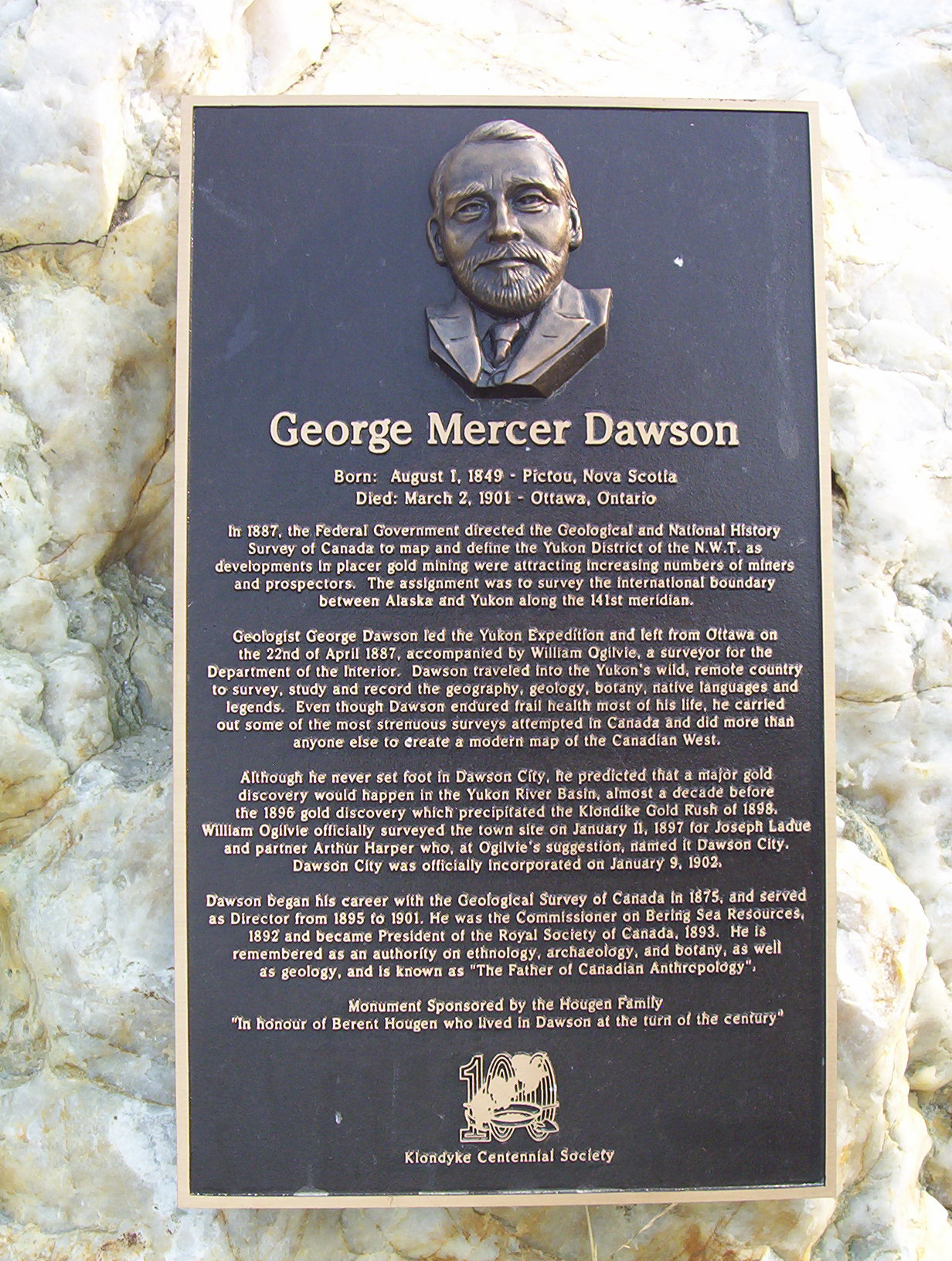
Gedenktafel für George Dawson, den Geologen, der den Yukon vermaß und der als „Vater der kanadischen Anthropologie“ bezeichnet wird.

Lange vor dem 16. August 1896, dem Tag, an dem der Goldrausch ausgelöst wurde, suchten Männer in der Region nach Gold. Gerüchte zirkulierten bereits in den 1850er Jahren, und 1864 notierte ein Angestellter der Hudson’s Bay Company, es gebe Gold in größerer Menge. Doch er ging diesen Funden nicht weiter nach.
Einer der ersten war Leroy Napoleon McQuesten, der den Vornamen „Jack“ vorzog und den man später den „Vater des Yukon“ nannte. Er war bereits 1872 im Yukon tätig, stammte aus einer neuenglischen Bauernfamilie und hatte schon 1849 in Kalifornien Gold gesucht. Auch am Fraser war er dabei und eilte nun an den Finlay River im Norden British Columbias. Ende August 1874 hatte Jack McQuesten einen Handelsposten bei Fort Reliance errichtet, rund zehn Kilometer abwärts von der Mündung des Klondike, den er als Trundeck River kannte. Einige Zeit lebten er und seine Partner vom Handel und erwarben große Mengen an Pelzen. Er suchte jedoch bald wieder an zahlreichen Stellen, und die Flüsse Fortymile (Vierzig Meilen, Fortymile River) und Sixtymile (Sechzig Meilen, Sixtymile River) erhielten ihre Namen von der Distanz zu diesem Punkt: Fortymile lag flussabwärts, Sixtymile flussaufwärts. Seine Partner waren Arthur Harper, ein Nordire, der 1832 als Junge ausgewandert war und als erster auf den Gedanken kam, im Norden der Rocky Mountains nach Gold zu suchen, und Alfred Mayo, genannt Al Mayo, ein Zirkusakrobat aus Kentucky. Sie kamen gemeinsam 1873 in die Region; alle drei heirateten indianische Frauen. So hieß McQuestens Frau Satejdenalno Nagetah, doch zog er Katherine vor. Sie war 24 Jahre jünger als ihr Mann und gehörte zu den Koyukon-Athabasken, wahrscheinlich aus Nulato. Ihr Vater war Russe, sie war in der Missionsstation Ikogmiut aufgewachsen und sprach Athabaskisch, Russisch und Englisch. Die anderen beiden Frauen hießen Jenny Harper (Seentahna) und Margaret Mayo (Neehunilthnoh); letztere hatte ebenfalls einen russischen Vater, die beiden Frauen waren Cousinen. Als sie die 27, 38 und 39 Jahre alten Männer kennen lernten, befanden sich alle drei erst im 14. Lebensjahr. Auch der Vater von McQuestens Dolmetscher John Minook war Russe. Obwohl McQuesten die Region am Klondike durchsucht hatte, glaubte er, dort finde sich nichts, was den Aufwand lohne. 1873 suchte er rund 130 km oberhalb des Klondike am White River. Immerhin hatten die Männer ein dünnes Versorgungsnetz für die später hinzukommenden Goldsucher geschaffen.
Der erste, dessen Goldfunde auch außerhalb des Landes wahrgenommen wurden, war George Holt. Er war der Erste, der trotz der Aufmerksamkeit der Tlingit und der Chilkat und Chilkoot den Chilkoot-Pass überquerte, und ihm folgten weitere Männer. Einige von ihnen überwinterten im Yukon, um sich die Überquerung des Passes in jedem Frühjahr zu ersparen, der später als poor man’s route (Arme-Männer-Route) bekannt wurde, weil er zwar der strapaziösere, aber der billigere Weg war. 1882 lebten rund 50 Weiße ständig in dem Gebiet, unter ihnen Joseph Ladue, der als Gründer von Dawson gilt. Seine Gruppe traf sich mit McQuesten in Fort Reliance, wo sie in sicherer Erwartung eines neuen Goldrausches Gesetze erdachten. Sie wussten aus den Erfahrungen an anderen Goldplätzen, dass sie die Größe der Claims und das Procedere der Registrierung festlegen mussten, um gewaltsame Ausschreitungen zu verhindern. Eine staatliche Behörde existierte im Yukon noch nicht.
1883 kam der Deutsche George Pilz aus Juneau, wo er bereits Gold gefunden hatte. Er hatte die Gegend am Klondike durchsucht, doch angeblich nichts von Wert gefunden. Im Mai 1886 suchten auch Peter Nelson, Dan Sprague, Joe Ladue und John Nelson unweit des Klondike. Möglicherweise fanden Henry Willet und Joe Wilson Gold, doch blieb ihr Fund folgenlos.
1885 fand sich Gold am Stewart River, das einige Tausend Dollar wert war, doch schon 1886 waren die Fundstellen wieder verlassen, als sich Gold am Fortymile River fand. Dort arbeiteten 1887 und 1888 zwischen 100 und 350 Goldsucher, die zwar 1887 noch Gold für 100.000 Dollar fanden, doch im nächsten Jahr schon nur noch für 20.000. Hochwasser hatte die Männer im Sommer schwer bedrängt. Die Stadt Forty Mile entstand. Sie wurde durch ein Flussschiff mit St. Michael am Norton Sound rund 2500 km entfernt am unteren Yukon weit in Alaska versorgt. In Alaska fand man neues Gold und 1892 wurde erneut Gold im Sixtymile-Goldfeld entdeckt.
Schon im Sommer 1885 erkannte McQuesten, dass für die Handelskompanien der Handel mit den Goldgräbern bald mehr Bedeutung haben würde als der Pelzhandel mit den Indianern. Er reiste nach San Francisco und überzeugte die Direktoren der Alaska Commercial Company davon, ihren Handelsschwerpunkt zu verlagern. Er kehrte mit 50 Tonnen Ausrüstungsgegenständen für die Goldsuche nach Fort Reliance zurück, verlagerte aber schon 1886 seinen Handelsposten nach Fort Nelson am Stewart River. Die Versorgungsbasen folgten nun den Goldfunden.
Harry Madison und Howard Franklin, 1882 Partner von Ladue, entdeckten 1886 eine größere Goldmenge den Yukon abwärts, bereits auf US-Gebiet. McQuesten folgte ihnen sogleich mit seiner Versorgungsstation vom Stewart River an die Mündung des Fortymile River, wobei Reliance fortbestand. Fortymile blieb bis 1896 der wichtigste Versorgungsposten im Yukon, und, da es auf der kanadischen Seite lag, die erste dauerhafte, nichtindigene kanadische Siedlung im Nordwesten. 1886/87 überwinterten hier rund 500 Männer. Trotz der Funde konnte von einem Goldrausch nicht die Rede sein. Der einzige Versuch, die Nachricht in die Außenwelt zu tragen, scheiterte, als im Januar 1887 ein gewisser Williams beim Überqueren des Chilkoot-Passes erfror. George Dawson, der 1887 das Gebiet kartierte, sagte dem Gebiet jedoch eine große Zukunft voraus.
Schon 1894 lebten über tausend Goldsucher im Yukon, rund 250 überwinterten, und die ersten brachten ihre Frauen mit. Im Frühjahr wurden Inspector Constantine und Sergeant Brown von der Regierung in das Yukon geschickt, um für die Eintreibung von Gebühren und Abgaben zu sorgen. 1896 wurde D. W. Davis Eintreiber (collector). In diesem Jahr betrug der Gesamtwert des gefundenen Goldes rund 125.000 Dollar. Im nächsten Jahr waren es bereits 250.000, 1896 gar 300.000 Dollar. Um diese Zeit waren zwölf Walfangboote auf Herschel Island und der Missionar C. E. Whittaker von der Canadian Church Missionary Association wurde ebenfalls dort eingesetzt. Die Walfänger verließen die Boote und zogen es vor, Gold zu suchen. Dies geschah mehrere Jahre in Folge.
Kurz nach dem entscheidenden Fund vom 16. August erreichte die Gruppe um George Carmack am 21. August 1896 Forty Mile. Einige der Goldgräber brachen sofort ihre Lager ab, nachdem sie das Gold der Männer gesehen hatten, und versuchten es dort, wo sie fündig geworden waren, selbst. Dies war aber schon häufig geschehen.
Noch vor deren Ankunft beschloss eine andere Gruppe von 25 Männern am 22. August, die zum Teil schon Claims in der Gegend besaßen, den Bach „Bonanza Creek“ zu nennen, statt „Rabbit Creek“. Robert Henderson, dessen Goldfunde rund 16 km weiter östlich am Gold Bottom Creek viele dieser Männer hierher gelockt hatten, erfuhr erst sehr spät von dem entscheidenden Fund. Dies hatte seine Ursache in der Indianerfeindlichkeit des Mannes. Er erzählte Carmack von seinem Fund und bot ihm eine Partnerschaft an. Als dieser jedoch mit Skookum Jim und Tagish Charlie (auch Dawson Charlie genannt, † 14. November 1905) wenige Wochen später ankam, weigerte sich Henderson, ihnen Tabak zu verkaufen. Die drei verließen daraufhin Hendersons Lager und sie informierten ihn auch nicht über ihren viel größeren Fund, obwohl Carmack dies zugesagt hatte.
Darüber hinaus musste Henderson hinnehmen, dass Andy Hunker einen Claim an der anderen Gabel seines Bachs erwarb, der nun offiziell „Hunker Creek“ hieß. Henderson konnte in Forty Mile nur einen einzigen Claim erwerben. Immerhin erhielt er von der kanadischen Regierung später eine Rente von 200 Dollar pro Monat für seine Verdienste um den Klondike-Goldrausch, doch er suchte bis Anfang der 1920er Jahre weiter nach Gold im Yukon.
McQuesten ahnte, was geschehen würde, und brachte seine Familie ins kalifornische San José, wo er ein Haus erwarb. Dort lebte er fortan mit seiner Frau, mit der er elf Kinder hatte. Als letzte starb seine am 27. März 1896 geborene Tochter am 9. Juni 2001. Noch heute leben Nachkommen des Paares im Haus.

## Die auslösende Entdeckung

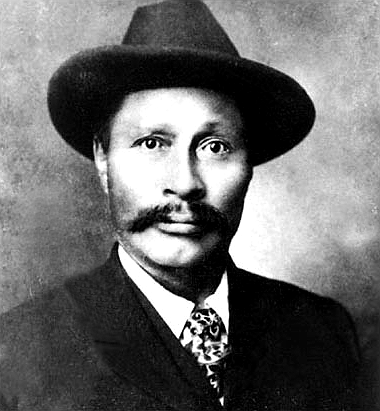
Keish (Skookum Jim Mason)

Als Entdecker der Goldvorkommen gilt Keish, der auch als Skookum Jim Mason bekannt war und zum Indianerstamm der Tagish gehörte, oder seine Schwester Kate Carmack († 1920), die Frau von George Washington Carmack, dem der erste Claim gehörte. Keish führte im August 1896 von Carcross aus seinen Cousin Skookum Jim, auch Dawson Charlie oder Tagish Charlie genannt (Káa Goox), und seine Nichte Patsy Henderson den Yukon abwärts. An der Mündung des Klondike trafen sie auf George Carmack und dessen Frau Kate, die Lachs fingen.
Am 16. August 1896 fand die Tagish-Gruppe Gold am Bonanza Creek, der zu dieser Zeit noch Rabbit Creek hieß. Doch konnte sie angesichts des ausgeprägten Rassismus, der hier vorherrschte, keinen Claim anmelden. Diese Aufgabe fiel Kate Carmacks Ehemann George zu. Die Nachricht von dem Goldfund sprach sich im Yukontal schnell herum. 25 Goldsucher vom Fortymile River und vom Stewart River kamen eilig zu den Claims am Bonanza, Eldorado und Hunker Creek, noch bevor Carmack seinen Claim beanspruchen konnte, indem er seine Anmeldung aus Forty Mile vorlegte. Fast ein Jahr lang konnten die vergleichsweise wenigen Goldgräber der Region ungestört suchen, bis einige der reich gewordenen Männer per Dampfboot die Westküste erreichten.
Die Entdeckung der Goldfelder war für das Board on Geographical Names der Vereinigten Staaten Anlass, 1897 die Rechtschreibung der nun allgemein bekannten geographischen Namen zu regeln. Es war fortan u. a. Klondike und Lewis, nicht wie zuvor teilweise Clondyke bzw. Lewes zu schreiben.

## Verlauf

Hauptrouten zu den Goldfeldern am Klondike (hier nicht eingezeichnet, östlich von Dawson City und nördlich des Pelly River)

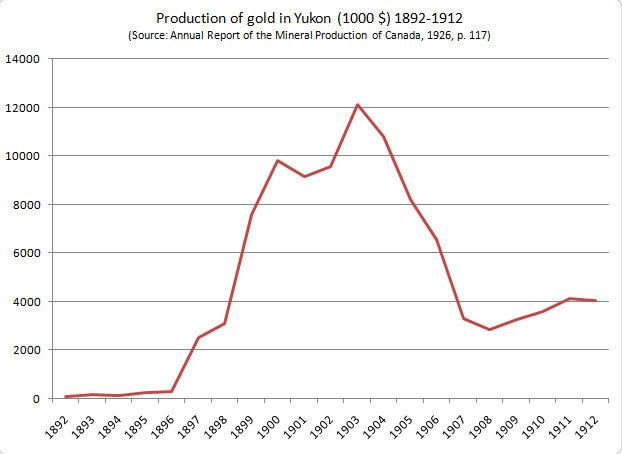
Die gewonnenen Goldmengen im Yukon zwischen 1892 und 1912

Die Nachricht erreichte die USA im Juli 1897, als der Dampfer Excelsior in San Francisco und der Dampfer Portland in Seattle ankamen. In den USA war es nach der Panik von 1893 und der von 1896 zu schweren wirtschaftlichen Erschütterungen gekommen. Daher wurde die Nachricht von den Goldfunden begierig aufgenommen. Als die Portland am 17. Juli 1897 in Seattle anlegte, forderten die rund 5.000 Anwesenden durch Zurufe die erfolgreichen Goldsucher auf, ihr Gold zu zeigen. Diese zogen es daraufhin aus ihren Taschen und präsentierten es der jubelnden Menge. In der „Klondike-Ausgabe“ hatte der Seattle Post-Intelligencer unter der Schlagzeile Gold! Gold! Gold! Gold! und Sixty-Eight Rich Men on the Steamer Portland (Achtundsechzig reiche Männer auf dem Dampfer Portland) von Gold im Wert von 700.000 Dollar berichtet.
Nun setzten sich rund 100.000 Männer und einige Frauen nach Westen bzw. Norden in Bewegung. Auch aus Australien und Großbritannien kamen Goldsucher. Man nimmt an, dass sich 1898 rund 40.000 Goldsucher im Yukon-Gebiet aufhielten. Doch suchten bei weitem nicht alle Gold, denn rund die Hälfte von ihnen meldete weder einen Claim an, noch suchten sie überhaupt Gold. Einige suchten das Abenteuer, doch die meisten suchten Beschäftigung in den zahlreichen Gewerben, welche die rasch anwachsende Stadt Dawson bot.
Die meisten Goldsucher landeten zunächst in Skagway oder in Dyea. Beide Orte lagen an der Mündung des Lynn Canal. Von dort ging es über den Chilkoot Trail zum Chilkoot Pass, andere bevorzugten den White Pass, von dem es zum Lindeman Lake oder zum Bennett Lake ging. Dort bauten sie Flöße und Boote, um die nächsten 800 km bis Dawson zu überwinden. Monatelang musste von weit her Holz beschafft werden, denn man war hier bereits an der Waldgrenze. Im Winter 1897/98 überwinterten an beiden Seen je 10.000 Männer in Zelten. Im Mai 1898 fuhren rund 7.000 Boote den Fluss abwärts. Die dreiwöchige Reise führte durch zahlreiche Stromschnellen wie im Miles Canyon oder denen von White Horse, Five Fingers und The Rink.
Andere versuchten quer durch Kanada zu kommen, doch brauchten viele dazu ein oder zwei Jahre. Die Strapazen dieser Reisen hielt Kanadas Innenminister Clifford Sifton im Jahr 1897 für nicht beschreibbar. Auch viele Pferde starben an den Pässen, so dass Jack London den White Pass in Dead Horse Pass umbenannte. Von denen, die scheiterten, brachen die meisten an den Pässen ab. An den steilsten Stellen wurden Seile eingehängt. Am 3. April 1898 tötete eine Lawine allein 63 Männer am Chilkoot. Wem das Geld ausging, der verdingte sich als Packer und Träger, wie es die Männer der umwohnenden Indianerstämme taten, wie der Stikine, Chilcoot und Chilkat. Die Preise waren hoch, ähnlich wie die Risiken und Strapazen. Alle Städte auf dem Weg zum Klondike wurden von zahlreichen Goldsuchern besucht, von denen viele dort blieben. Das galt für Seattle, aber auch für Victoria und vor allem Vancouver.
Die Erfahrungen früherer Goldräusche hatten gelehrt, dass es ohne strenge Vorschriften zu schweren Zwischenfällen kommen würde. So zwang die Regierung die Goldsucher, einen ganzen Jahresvorrat an Lebensmitteln mitzubringen, was ungefähr 500 kg entsprach. Dazu kamen weitere 500 kg sonstiger Ausrüstung. Ohne diese Tonne Marschgepäck wies die von der kanadischen Regierung abkommandierte North West Mounted Police bzw. die Yukon Field Force jeden Goldsucher ab. Sie war es, die unter dem Kommando von Sam Steele die beiden Pässe kontrollierte. Gleichzeitig achtete sie darauf, dass möglichst wenige Waffen aus den USA nach Kanada kamen. Noch immer fürchtete die Regierung eine gewaltsame Übernahme der dünn besiedelten Region durch die zahlreichen Amerikaner.
Als die ersten Goldsucher massenweise in Dawson ankamen, mussten sie feststellen, dass praktisch alle Claims vergeben waren. Die Preise für alle Waren waren in die Höhe geschnellt. Viele verkauften ihre Ausrüstung, die sie mühsam nach Dawson gebracht hatten, und verließen die Stadt, um zurückzukehren. Andere verdingten sich als Lohngräber oder boten den Claim-Inhabern andere Dienstleistungen an. Insgesamt wandten die Goldsucher 50 Millionen Dollar auf, um zum Klondike zu kommen, was etwa dem Wert des Goldes entsprach, das sie in den ersten fünf Jahren aus dem Land holten.

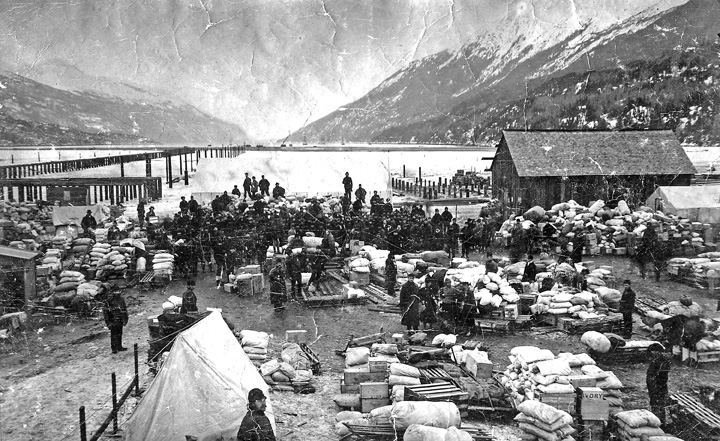
Der Hafen von Dyea im März 1898
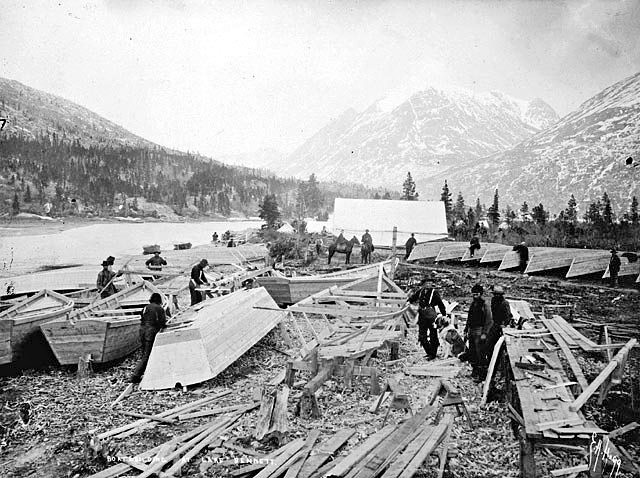
Bootsbau am Bennett-See 1897/98
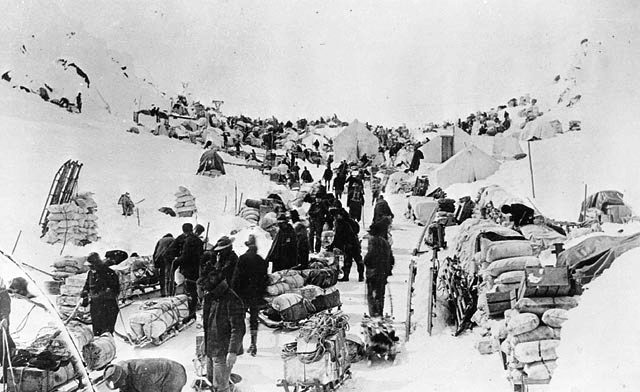
Lager am Chilkoot-Pass, 1898
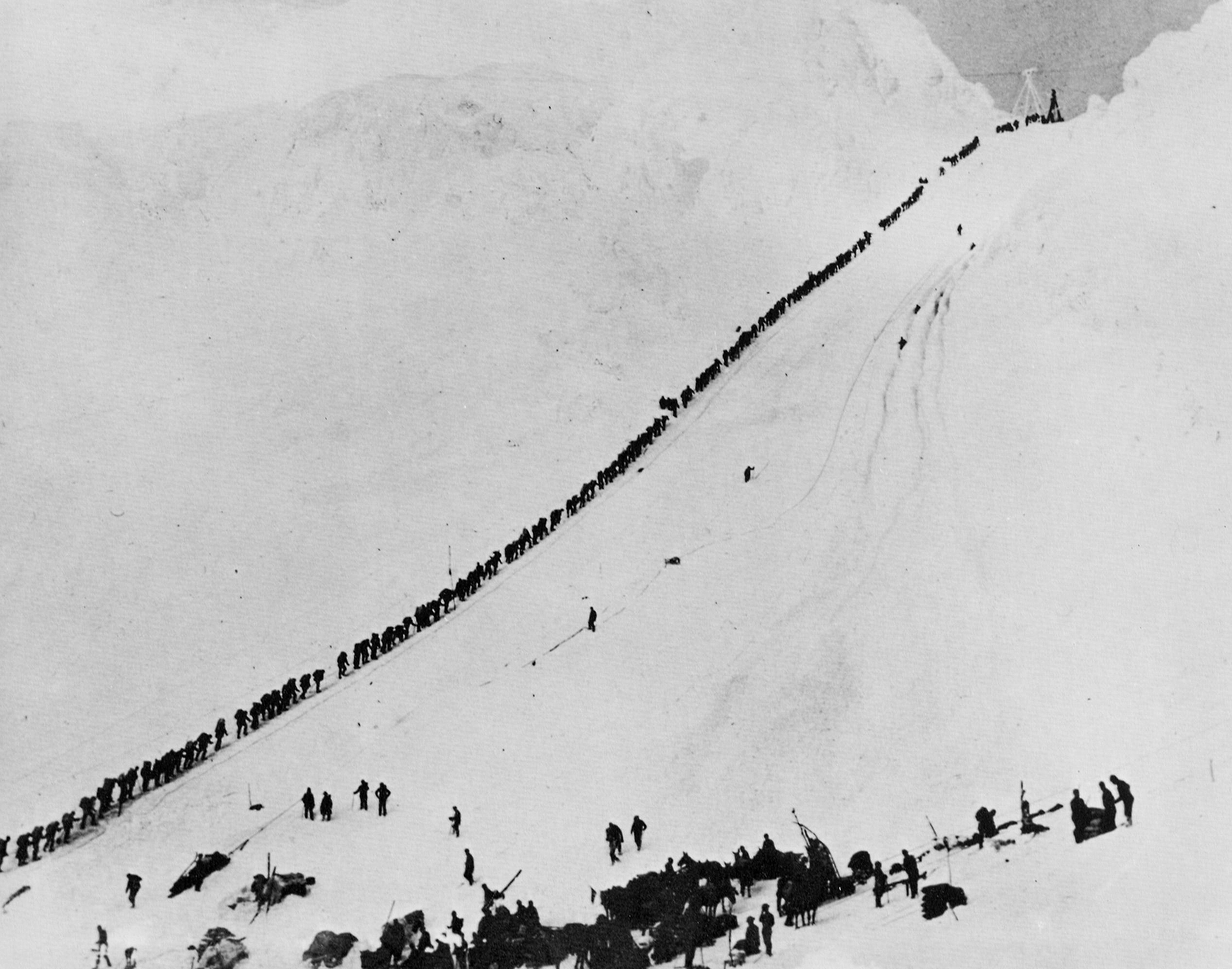
Goldsucher am Chilcoot Trail
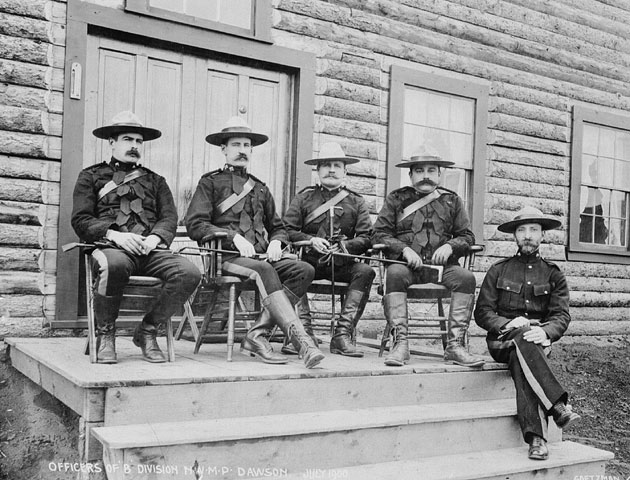
Angehörige der North West Mounted Police, Juli 1900
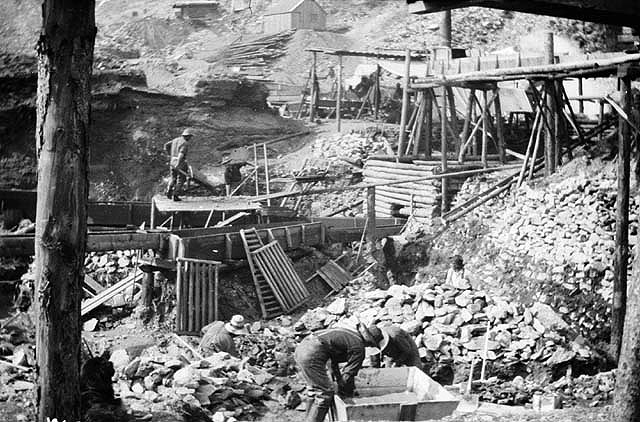
Claim am Bonanza Creek

## Infrastruktur

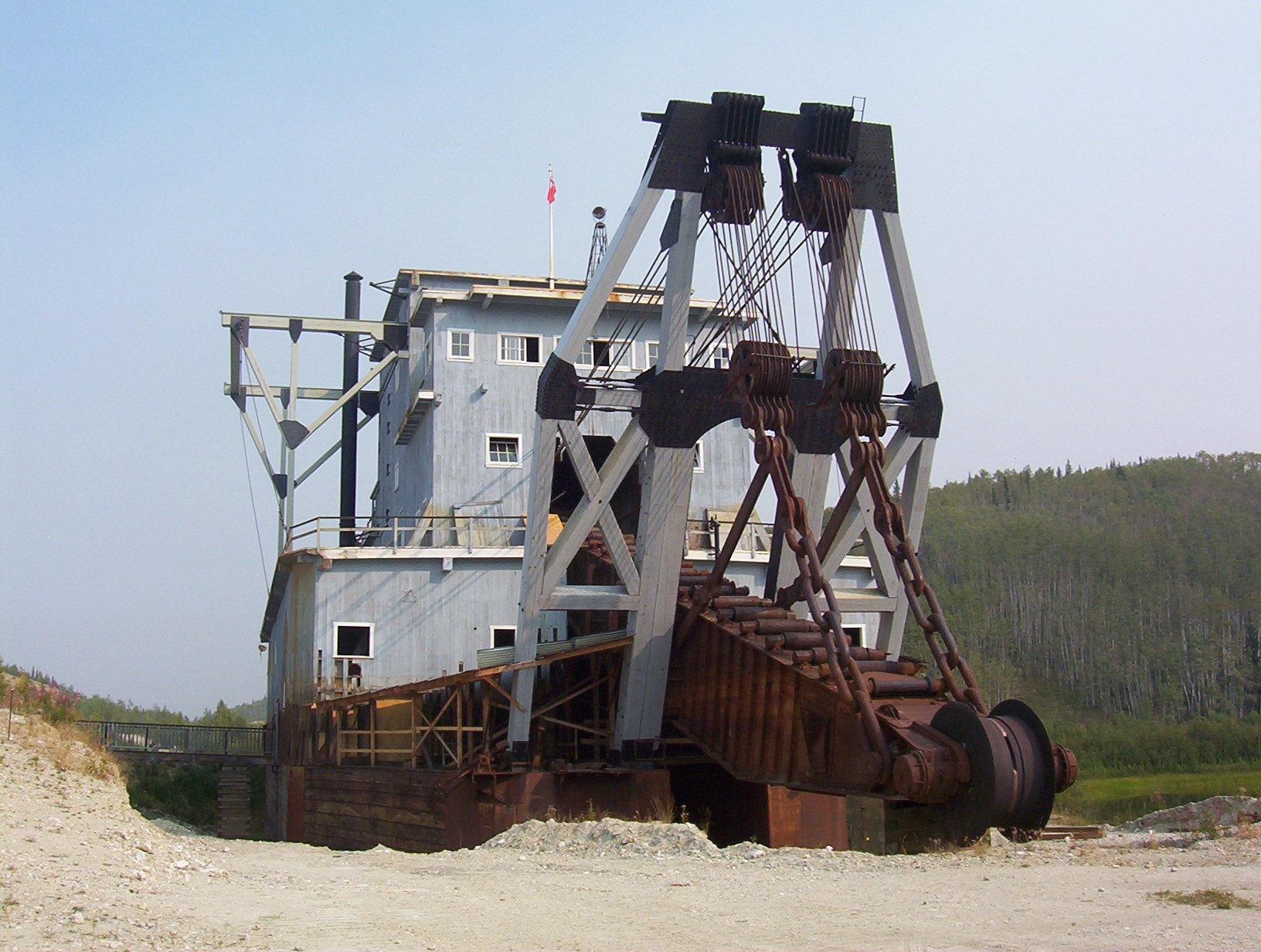
Goldbagger am Bonanza Creek, nahe Dawson

Das Verfahren der Goldgewinnung war zunächst sehr einfach. Die Prospektoren suchten im Sand und Geröll von Bächen nach Gold, das bereits aus dem Fels erodiert war. Dazu benutzten sie Pfannen, Rütteltische und Feinwaschrinnen, in denen per Hand das Gold in Form von Nuggets, meistens aber als Goldflitter ausgelesen wurde. An tieferliegendes Gold, wie im Permafrostboden, kam man mit ebenso einfachen Verfahren. Ab 1887 entzündete man in Forty Mile einfach Feuer, um den Boden aufzutauen.
Später bauten die Goldsucher Wasserleitungen, um so das Gold auszuwaschen. Das Frühjahr war die einzige Zeit, in der der Wasserstand der Flüsse hoch genug war, und mehr Arbeitskräfte benötigt wurden. In einem dritten Stadium wurden Goldwäschen und Goldbagger gebaut, die große Mengen Gestein durchspülten. Schließlich ging man dazu über, das Gold untertage abzubauen. Dies erforderte größere Maschinen, Erfahrung und erheblich mehr Kapital.
Die Goldgräberei erforderte zunächst einen Claim, dann jedoch zahlreiche Baulichkeiten, einschließlich der ersten, sehr einfachen Blockhütten. Daneben entstanden aber auch Infrastrukturen wie die 1899 gegründete Klondike Mines Railway, die von 1905 bis 1913 Sulphur Springs mit Dawson verband, oder die White Pass and Yukon Railway. Die dazugehörige Gesellschaft wurde 1898 in London gegründet, und die Bahn verkehrt noch heute zwischen Whitehorse und Skagway.
Die Häfen profitierten von dem Ansturm, zumal die Goldsucher bereit waren, fast jeden Preis zu zahlen. An diesen Nadelöhren siedelten sich zahllose Gewerbe an, vor allem solche, die die Ausrüstung bereitstellten, wozu auch Bücher und Führer zum Klondike gehörten, wie Clements’ Guide to the Klondike, Los Angeles: B. R. Baumgardt and Co., 1897. Ausstatter wie Cooper and Levy in Seattle und Levi Strauss & Co. in San Francisco erkannten die Gunst der Stunde. Besonders Skagway – von hier ging es zum White Pass – und Dyea – von hier ging es zum Chilcoot Pass – in Alaska, die Einfallstore zu den immer noch 1000 km entfernten Goldlagern, wuchsen rapide.

## Joseph Ladue (Ledoux) und die Gründung von Dawson

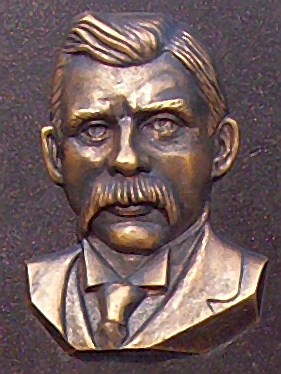
Joseph Francis Ladue, Detail einer Gedenktafel, aufgestellt im Jahr 2002

Eine zentrale Rolle spielte Joseph Ladue oder Ledoux, dessen Familie aus dem französischsprachigen Kanada stammte und der als Gründer Dawsons gilt. Er wurde am 26. Juli 1854 in Schuyler Falls bei Plattsburgh im Bundesstaat New York geboren und sprach Französisch. 1874 ging er in den Westen und arbeitete 1882 in Alaska in der Treadwell Mine, einer Goldmine im sogenannten Panhandle von Alaska, die 1881 eröffnet worden war und die zeitweise die größte Goldmine der Welt darstellte. Ein Jahr später überquerte er als einer der ersten den Chilkoot-Pass und zog nach Fort Reliance, wo ein Handelsposten gegründet worden war. Ladue wurde Partner der beiden Gründer Jack McQuesten und Arthur Harper, und sie experimentierten mit neuen Goldgewinnungstechniken. 1894 eröffneten Ladue und Harper einen Handelsposten auf einer der Inseln im Yukon, unweit der Einmündung des Sixtymile Rivers, den sie nach William Ogilvie „Ogilvie“ nannten. Im Winter 1895 reiste Ladue nach New York und hörte bei seiner Rückkehr von den Goldfunden der Carmacks bzw. von Skookum Jim und Tagish Charlie. Eilig erwarb er für 1600 Dollar 160 Acres Land an der Mündung des Klondikes.
Am 1. September verlagerte Ladue seine Sägemühle von Sixtymile nach Dawson, womit ein erstes Gebäude entstand. Hinzu kam ein Laden und ein erster Saloon, der Pioneer. William Ogilvie berichtete, dass alle Straßen im dort entstandenen Dawson, die parallel zum Fluss verliefen, 66 Fuß lang und lotrecht zu den 50 Fuß langen Gebietsstreifen lagen, Ladue gehörten. Diese verkaufte er für je 5000 Dollar. Zudem schilderte er die Goldfunde in der näheren Umgebung in den leuchtendsten Farben, um möglichst viele Goldsucher in der Nähe zu halten, die bei ihm einkauften. 1897 benannten Ladue und Harper die Stadt nach George Mercer Dawson, der die geologische Untersuchung der Region durchgeführt hatte. Am 14. Juli 1897 war Ladue unter jenen reichen Männern, die 1897 San Francisco erreichten, und den die Zeitungen als Bürgermeister von Dawson bezeichneten. Im Dezember heiratete Ladue Anna Mason aus vermögendem Haus. Die inzwischen von Ladue gegründete New Yorker Ladue Gold Mining & Development Co. besaß einen Wert von 5 Millionen Dollar. Ladue starb am 27. Juni 1901 im Alter von 47 Jahren in seinem Geburtsort.

## Gewerbe und Stadtbezirke, Dawson

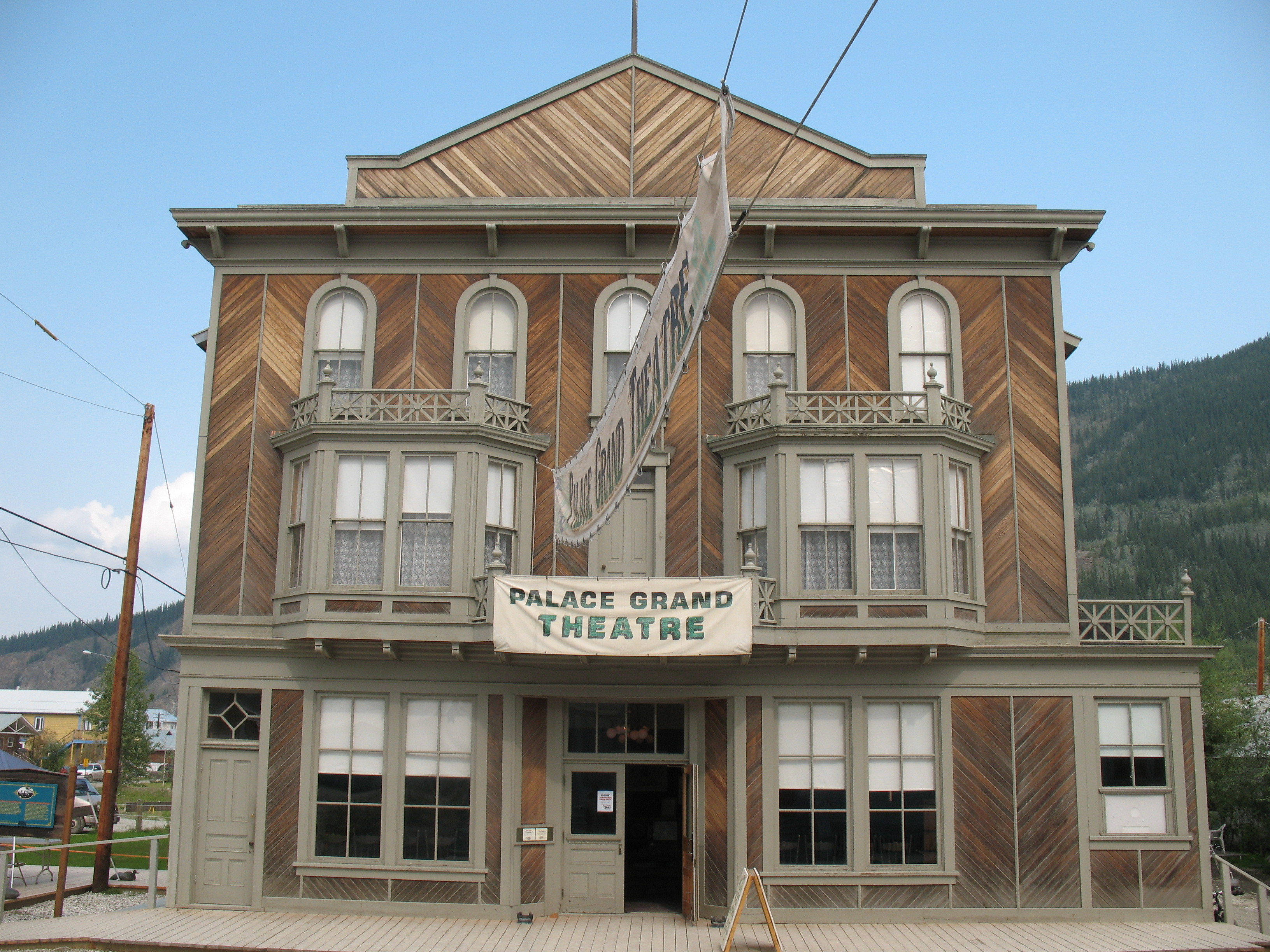
Das Palace Grand Theatre (2009)

Auf der gesamten Strecke zwischen den Häfen bis nach Vancouver und Seattle siedelten sich Geschäfte an, die die Goldgräber mit allem versorgten, was sie zum Überleben und für ihre Schürf- und Waschtätigkeit brauchten. Daneben entwickelten sich aber schnell andere Gewerbe, die den Bedarf der länger bleibenden Männer deckten, wie Wäschereien, Barbiere, Hotels und Saloons sowie Bordelle.
In Dawson entwickelte sich die Gewerbestruktur hauptsächlich in der Boomphase von 1898 bis 1899. So entstand nördlich der King Street ein Bezirk, dessen nördlicher Teil sich um die St. Mary’s-Kirche und das Hospital lagerte. Entlang des Ufers erstreckte sich der Handelsbezirk mit Läden und Lagern. Von deren Inhalt hingen alle Bewohner vollständig ab, insbesondere während der sechs Monate, in denen die Stadt nicht per Schiff erreicht werden konnte.
Den zweiten, sich südlich anschließenden Bezirk kann man zwischen King Street und Princess Street, sowie zwischen Ufer und der Fourth Street erkennen. Er hatte einen fast quadratischen Grundriss und war schon deshalb weniger begehrt, weil er oft nass und geradezu sumpfig war, und zudem überschwemmungsgefährdet. Hier fanden sich alle Gewerbe, die der Reparatur und der Ausstattung mit Goldgräberausrüstungen dienten, dazu Banken, Wäschereien und Spirituosengeschäfte, aber auch Saloons, Tanzsäle, Theater und Spielkasinos.
Wer keinen Claim bekam oder aus sonstigen Gründen nicht nach Gold suchte, wurde Cheechako genannt. Sie waren teilweise ähnlich erfolgreich wie manche Goldsucher und schufen einen Luxusmarkt, etwa für aufwändige Hausfassaden, die überwiegend noch heute bestehen, aber auch für Musikinstrumente, teure Stoffe oder Schmuck. Dabei bevorzugte man wegen der enormen Kälte im Winter weiterhin Holz als Baumaterial, denn die damaligen Ziegel hätten den extremen Anforderungen der winterlichen Kälte nicht standgehalten. Hinzu kamen neuere Gebäude wie die Bank of Commerce oder die Carnegie Library, die den repräsentativen Bauwerken im Süden Kanadas nicht nachstanden. Man nannte Dawson sogar in dieser Zeit das „Paris des Nordens“, doch spätestens als 1906 die Residenz des Commissioners abgerissen und durch ein viel bescheideneres Gebäude ersetzt wurde, war offenkundig, dass die Regierung keine große Zukunft mehr für Dawson erwartete.
Mit dem Nachzug von Frauen und Familien verminderte sich der anfangs sehr hohe Bedarf an Wäschereien. Diese hatten früher, etwa beim Goldrausch am Fraser oder im Cariboo-Gebiet, Chinesen betrieben, denen jedoch inzwischen die Einwanderung erschwert wurde. Ähnliches galt für die Prostitution. Entgegen der allgemeinen Moral der Zeit behinderte die Polizei die Frauen nicht. Sie erlaubte auch die Ansprache der Kunden in Bars, gemieteten Räumen und auf der Straße. In den Zeitungen schrieb man von „demi-monde“ und „soiled doves“ (wörtlich: beschmutzte Tauben), um die Frauen zu benennen. Ein Abgabensystem wurde ihnen auferlegt und alle zwei Monate mussten sie sich einer Gesundheitsuntersuchung unterziehen, die jedoch eher einer Lizenzierung gleichkam. Mit den Einnahmen wurden wohltätige Einrichtungen wie Krankenhäuser unterstützt.
Bis Mai 1899 gingen die Frauen ihrem Gewerbe in der Paradise Alley und der Second Avenue im wirtschaftlichen Zentrum der Stadt nach, doch dann mussten sie den Kernbezirk verlassen. Sie erhielten einen eigenen, abgelegeneren Bezirk zwischen der Fourth und der Fifth Avenue. 1901 wurden sie noch weiter abgedrängt und mussten nach Klondike City, auch Lousetown (Läusestadt) genannt, umziehen. 1902 begann eine Kampagne gegen die Prostitution, die in die wohlhabenderen Viertel zurückkehrte, wozu sie der ökonomische Niedergang der Stadt und die Abwanderung zwang. Dieser Niedergang führte dazu, dass ab 1907 die Frage nicht mehr diskutiert wurde, obwohl das Gewerbe nie ganz verschwand. Das letzte Bordell wurde 1961 geschlossen.
Mit dem Abflauen des Goldrauschs normalisierten sich nach und nach die Verhältnisse. Martha Purdy (1866–1957) beteiligte sich an Claims, betrieb eine Sägemühle und eine zum Zerkleinern von Erz. 1904 heiratete sie den Rechtsanwalt George Black und wurde als „First Lady of the Yukon“ bekannt, denn ihr Mann war 1912 bis 1918 Commissioner of the Yukon. Für ihre Vorträge über die Flora des Yukon wurde sie 1917 Mitglied in der britischen Royal Geographical Society. Sie war 1935 die zweite Frau, die einen Sitz im kanadischen Parlament einnahm. Sie hatte den Goldrausch fast von Anfang an miterlebt. So hatte sie sich schwanger von ihrem Mann, der nach Hawaii gegangen war, getrennt, und 1898, bereits auf dem Weg zum Klondike, ihr Kind in einer Blockhütte zur Welt gebracht. Insgesamt hatte sie drei Söhne. Zwar kehrte sie nach Chicago zurück, doch 1901 war sie wieder am Klondike.

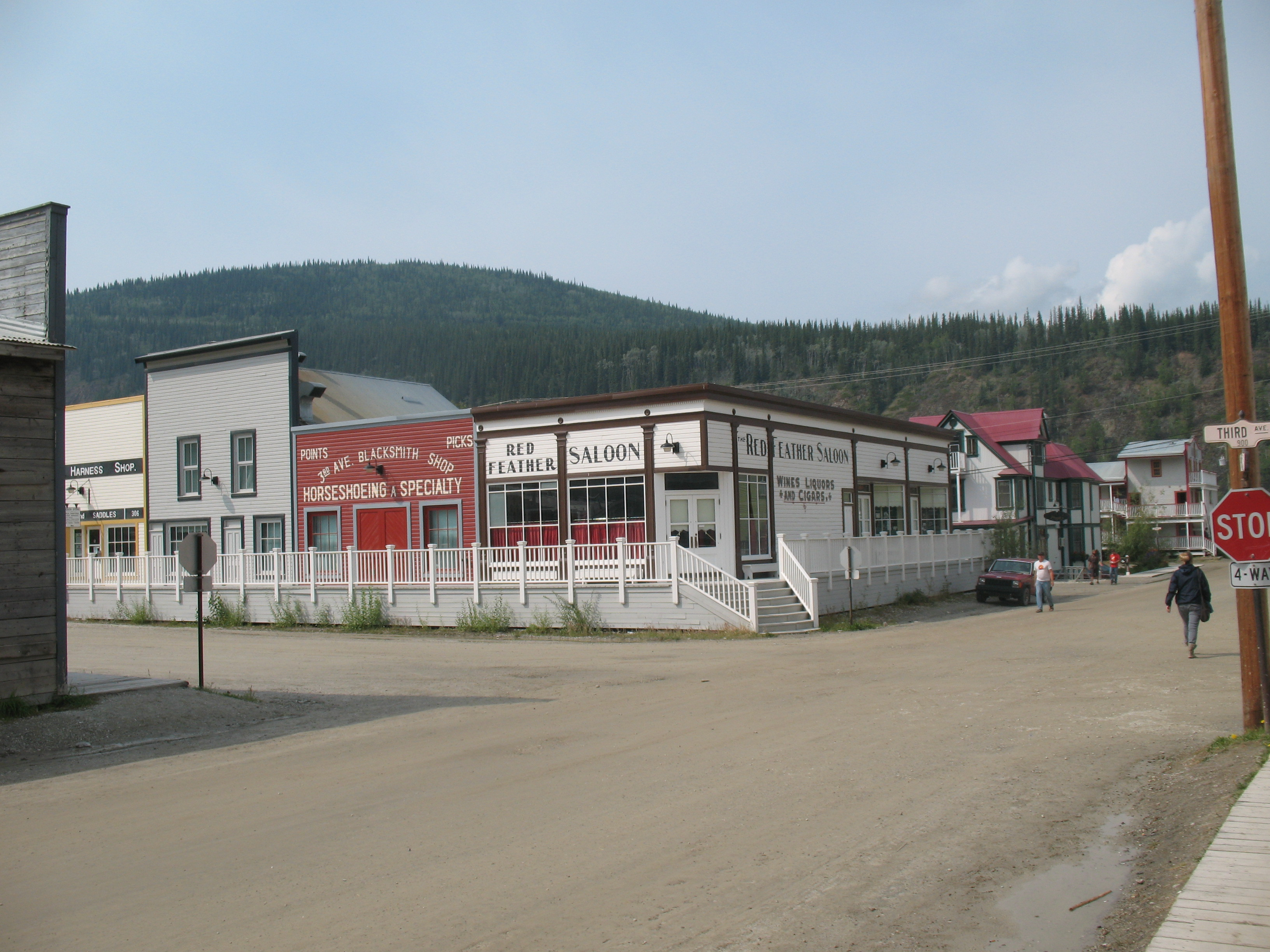
Der Red Feather Saloon
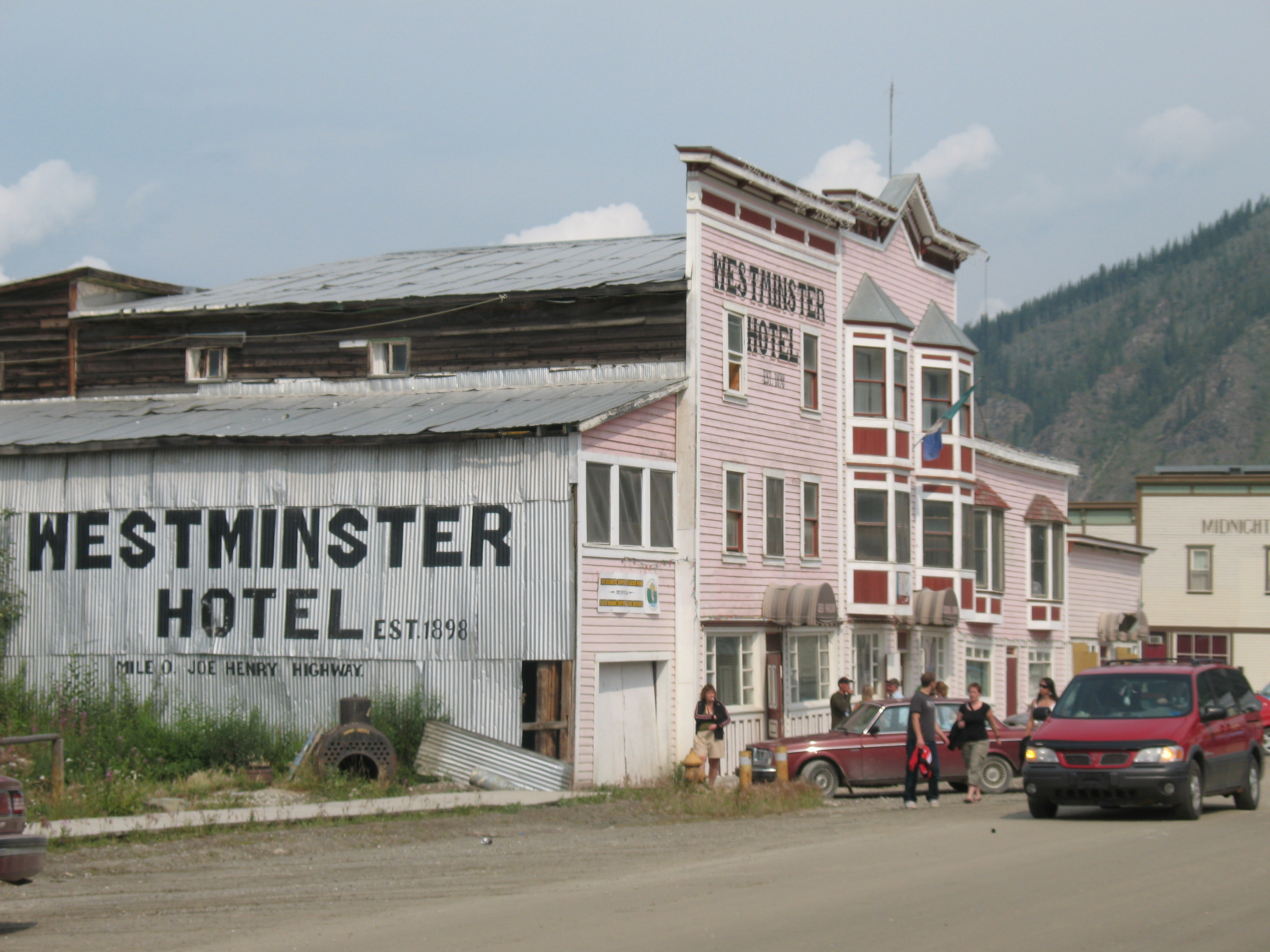
Das Westminster Hotel, erbaut 1898
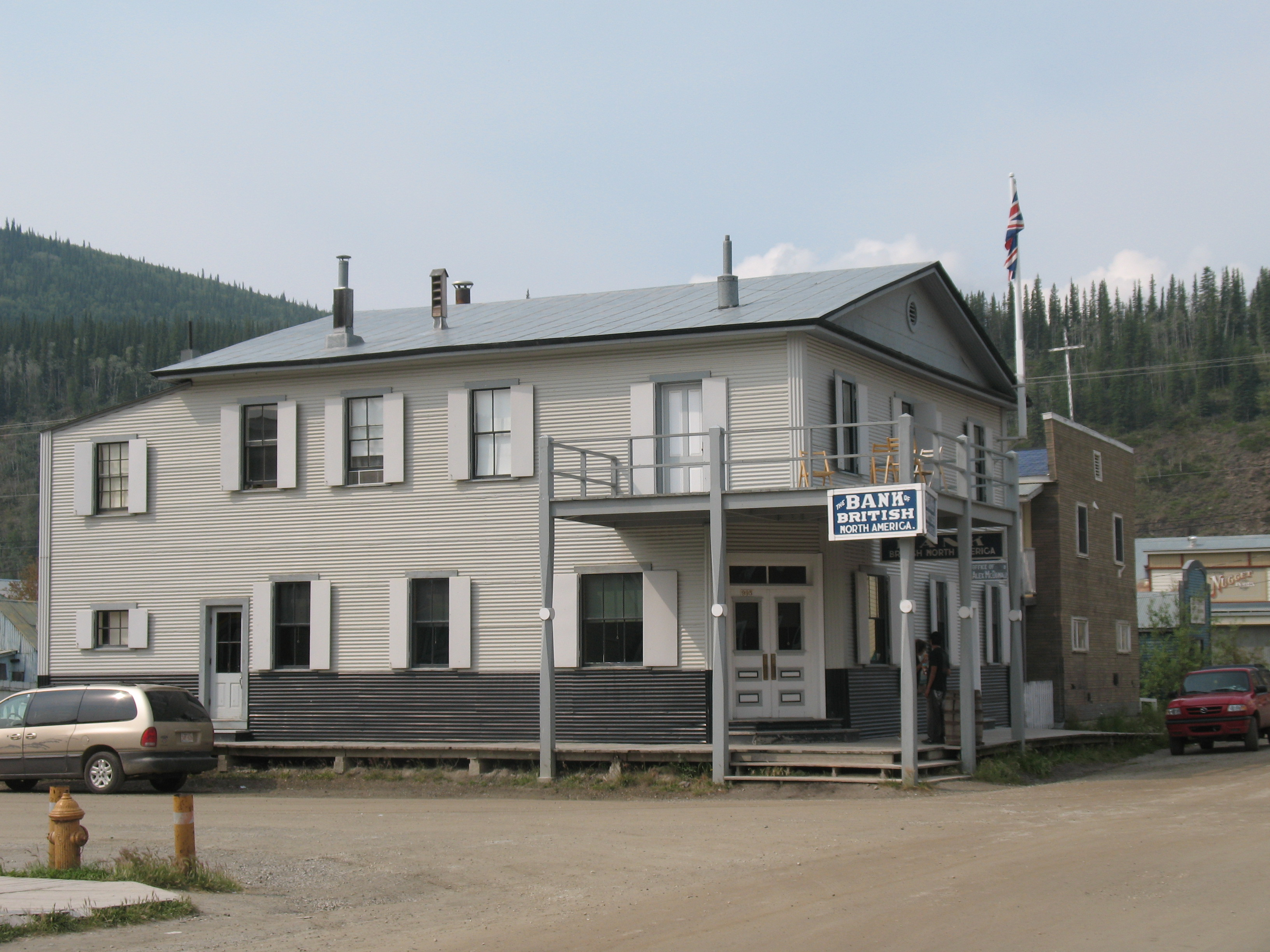
Die Bank of British North America
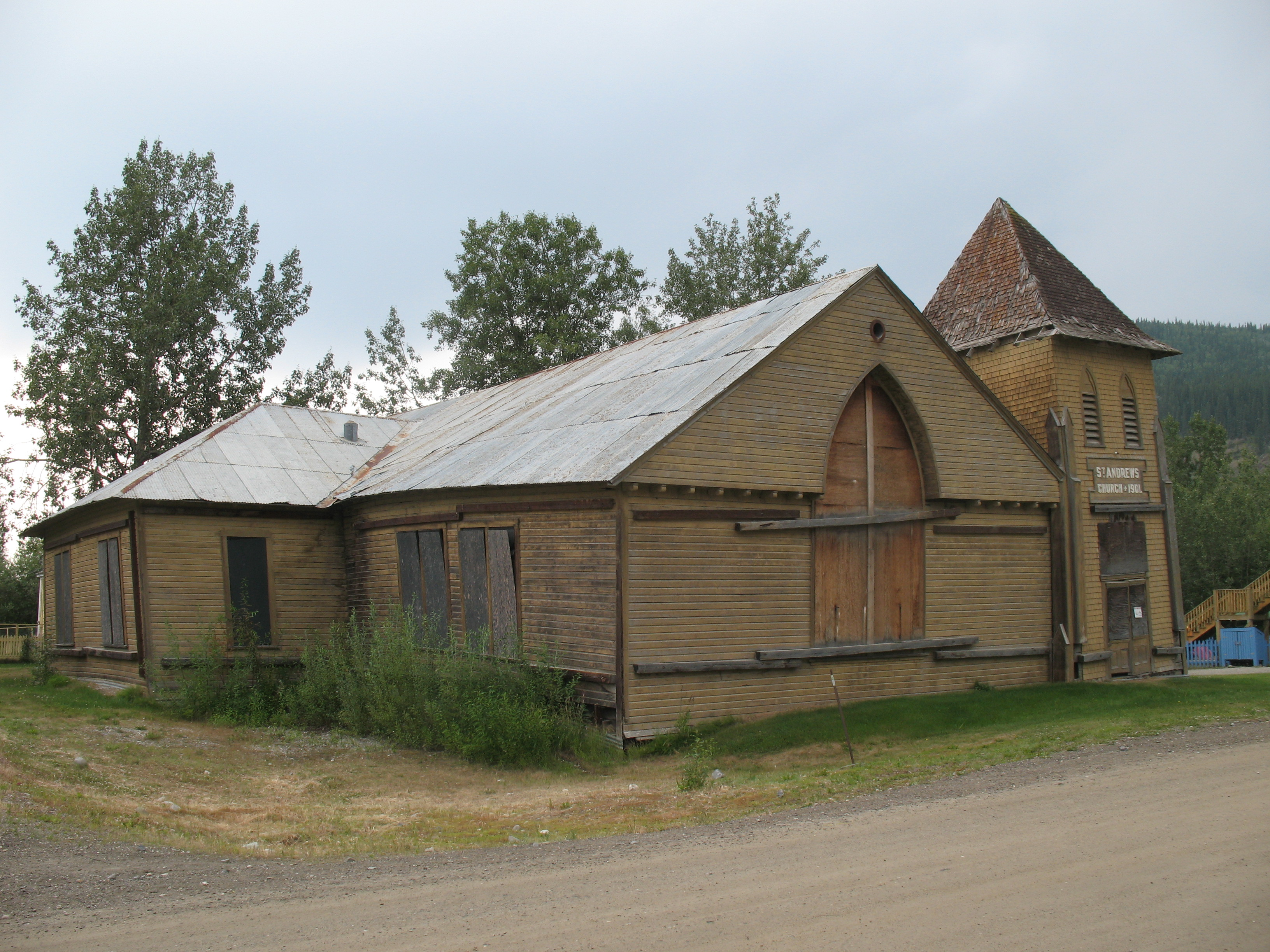
Die St.-Andreas-Kirche

## Medizinische Versorgung
Die ärztliche Versorgung der Bewohner war zunächst kaum vorhanden. Reverend Robert Dickey aus Skagway annoncierte im The Westminister, einer presbyterianischen Zeitung, um Krankenschwestern anzuwerben. Die Frau des Generalgouverneurs, Ishbel Aberdeen, fand vier Frauen, die das Wagnis eingehen wollten. Diese vier waren Rachel Hanna, Georgia Powell, Margaret Payson und Amy Scott. Sie verließen Ottawa im April 1898 in Begleitung einer 200 Mann starken Truppe der Yukon Field Force. Georgia Powells Tagebuch ist überliefert. In Winnipeg angekommen erhielten die Frauen von der Hudson’s Bay Company Waschbärmäntel. Auf dem Weg in den Nordwesten behandelten sie täglich die Männer aus der begleitenden Truppe. Entlang des Weges brachen Männer in weitem Umkreis auf, um sich von ihnen heilen zu lassen. Kurz vor Fort Selkirk, ihrem Ziel, wurde alles gewaschen und gesäubert, um einen guten Eindruck zu machen, wie Powell notierte, doch das Fort war fast vollständig verlassen, weil die meisten Männer nach Dawson gegangen waren. So zogen sie bereits im September ebenfalls dorthin und fanden ein völlig überfülltes Lazarett vor.

## Nachwirkung

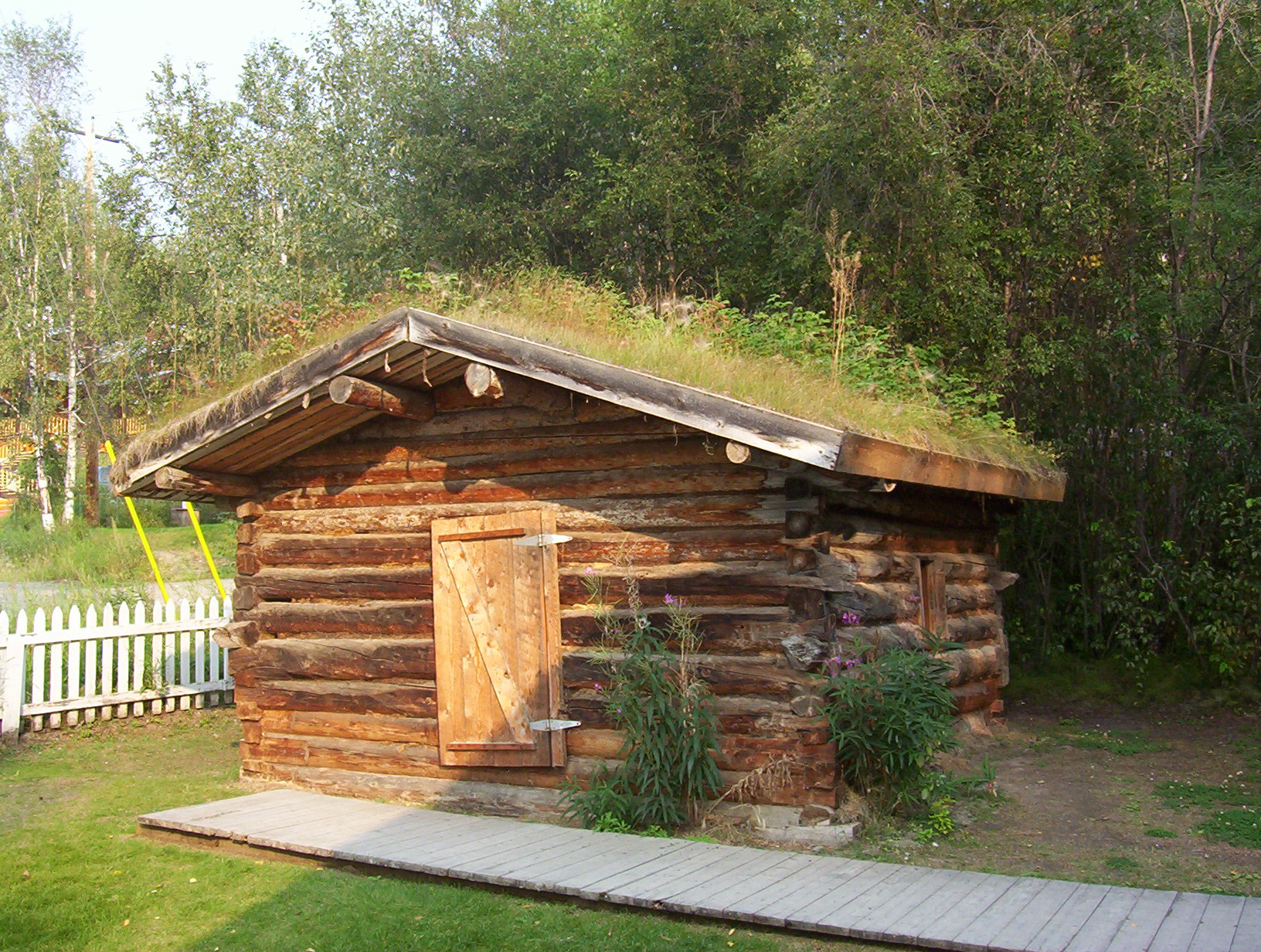
Die Hütte von Jack London

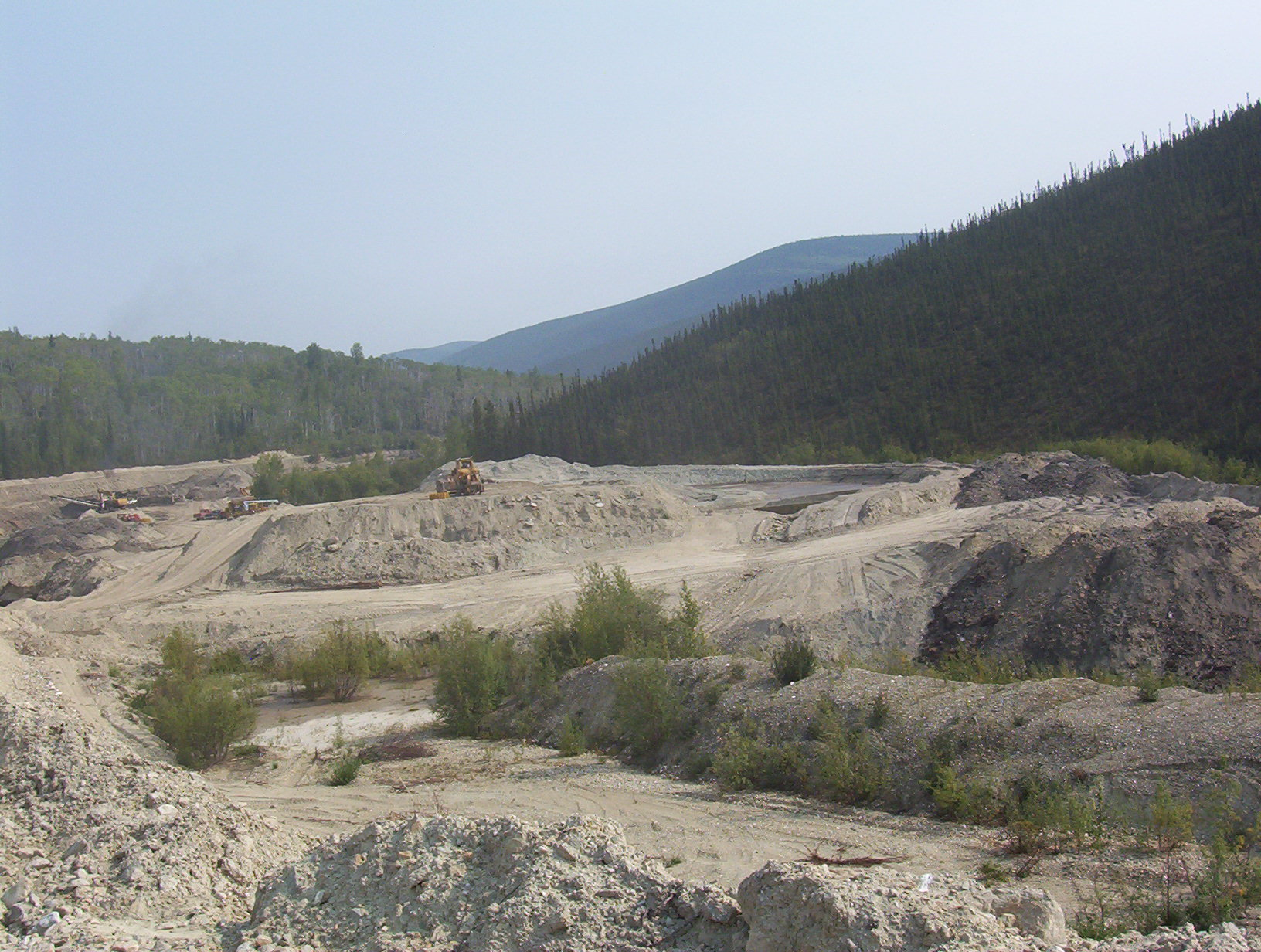
Heutiger Goldabbau am Klondike

Unter den Teilnehmern am Klondike-Goldrausch war auch der Schriftsteller Jack London, dessen Werke White Fang (Wolfsblut), The Call of the Wild (Ruf der Wildnis), Smoke Bellew (Alaska-Kid) und Das Feuer im Schnee von seinen eigenen Erlebnissen und denen von „Swiftwater“ Bill Gates geprägt waren. Der erste Teil des 1910 erschienenen Romans Burning Daylight (Lockruf des Goldes) befasst sich nur mit dem Goldrausch. Ihre spätere Wirkung verdanken die Stoffe auch Verfilmungen wie Wolfsblut von 1991. Londons Hütte wurde sogar nach Dawson verpflanzt, wo sich auch die von Robert W. Service befindet.
Eine der verbreitetsten Geschichten des Goldrauschs ist Klondike von Pierre Berton, das in den USA unter dem Titel The Klondike Fever erschien. Berton, im Yukon aufgewachsen, beschrieb minutiös die Reisen und die Vorgänge um Dawson bis etwa 1904. Seine Mutter Laura Berton verfasste I Married The Klondike, worin sie ihre eigenen Erlebnisse verarbeitete. Auch Jules Verne verarbeitete den Goldrausch literarisch in seinem posthum veröffentlichten Roman Le Volcan d’or (Der Goldvulkan).
Nicht nur in der Literatur, sondern auch im Film hinterließ der Klondike-Rausch erhebliche Spuren. Charlie Chaplins Stummfilm The Gold Rush von 1925 und The Trail of ’98 von 1928 sowie Mae Wests Klondike Annie von 1936 haben das Bild von dem schwer fassbaren Vorgang geprägt. 1957 entstand eine vom National Film Board of Canada prämierte Dokumentation namens City of Gold, die von Pierre Berton berichtet wird. Das amerikanische Gegenstück ist The Far Country (dt. Über den Todespaß) mit James Stewart in der Hauptrolle.
Gewisse Bekanntheit erlangte der Klondike-Goldrausch durch die Disney-Comics rund um die superreiche Ente Dagobert Duck. Erstmals wurde von Carl Barks in der 1951 erschienenen Geschichte Only a Poor Old Man der Klondike als Quelle von Dagoberts Reichtum erwähnt. Ein Jahr später erschien Back to the Klondike (deutscher Titel Wiedersehen mit Klondyke), wo Onkel Dagobert von seiner Zeit als erfolgreicher Goldsucher erzählt. In der Folge haben verschiedene Zeichner wie Tony Strobl und Romano Scarpa Storys zu Dagoberts Zeit als Klondike-Goldgräber gezeichnet. Don Rosas Dagobert-Biographie The Life and Times of Scrooge McDuck beschreibt das Klondike-Kapitel als den wichtigsten Abschnitt in Dagoberts Leben. Rosa bemühte sich hier – soweit es möglich war – um historische Authentizität. Das 1995 erschienene Zusatz-Kapitel Hearts of the Yukon wurde anlässlich der 100-Jahr-Feier des Goldrausches in Auftrag gegeben. Darüber hinaus ist der Lucky-Luke-Band Am Klondike dem Goldrausch gewidmet, wobei er, wie so oft, auf vorhandene Klischees aufbauen kann.
Obwohl die meisten nur Abenteuerlust und Gier trieb, erfreuen sich die Goldsucher einer weit verbreiteten Bewunderung. So wird in Edmonton immer noch der Klondike Day gefeiert, weil rund 1600 so genannte Overlanders von dort nach Norden aufbrachen, von denen allerdings kaum jeder Zehnte ankam. Selbst noch weiter entfernt liegende Orte wie Eagle River in Wisconsin oder Bay Roberts auf Neufundland feiern ihre Klondike Days, wobei diese „Tradition“ zuweilen erst nach dem 100. Jahrestag des Goldrauschs entstand.
Daneben erlangten auch die Polizeiverbände, die spätere Royal Canadian Mounted Police, ein ungewöhnlich positives Image, das auf ihrer erfolgreichen Kontrolle und auf der Kanalisierung und Entwaffnung amerikanischer Krimineller beruhte. Dazu trugen Radiosendungen wie Challenge of the Yukon erheblich bei.
Zum Gedenken an den Goldrausch wurde der Klondike Gold Rush National Historical Park eingerichtet. Er besteht aus der Altstadt von Skagway, dem Pfad über den Chilkoot Pass sowie einem Museum in Seattle, das an den Ausgangspunkt vieler Goldsucher erinnert. Der kleine Ort Skagway wurde zu einem wichtigen Hafen für Kreuzfahrten mit rund 750.000 jährlichen Besuchern.
Auch heute wird am Klondike nach Gold geschürft. Moderne Maschinen, effizientere Verfahren und der gestiegene Goldpreis machen es zunehmend rentabel, auch auf bereits zum Klondike-Goldrausch ausgebeuteten Arealen erneut zu schürfen. Noch heute werden im Klondike-Gebiet jährlich 45.000 bis 60.000 Unzen Gold gefördert.

## Weitere Goldräusche in Kanada
- Cariboo-Goldrausch
- Fraser-Canyon-Goldrausch